# 최정의
최정의(崔正義, 1956년 3월 10일 ~ )은 대한민국의 제3·6대 전라북도 김제시의원이다.

## 학력
- 김제월촌국민학교 졸업
- 김제서중학교 (폐교) 졸업
- 김제고등학교 졸업
- 한국방송통신대학교 행정학과 졸업
- 전주대학교 일반대학원 행정학 석사 졸업

## 경력
- 김제고등학교 총동창회 이사
- 김제여자중학교 운영위원
- 한국방송통신대학교 김제시 지역학생회장
- 대불청 전라북도 지구회장
- 한국 B.B.S 김제시 지부장
- 김제신문사 편집위원
- 우진꽃화원 대표
- 전주일보 김제지사 대표
- 평화민주당 전북도당 김제시 지구당 조직부 차장
- 민주당 전북도당 김제시 지구당 조직부장
- 민주당 정책개발연구위원회 삼임위원
- 민주당 전북도당 김제시 지구당 지방자치발전협의회 검산동 회장
- 김제시 발전연구소 사무국장
- 새정치국민회의 중앙당 창당 대의원
- 새정치국민회의 전북도당 김제시 지구당 조직부장
- 새정치국민회의 전북도당 김제시 지구당 청년특별위원회 위원장
- 새정치국민회의 전라북도지부 종교특별위원회 위원장
- 1998.07 ~ 2002.06 제3대 전라북도 김제시의회 의원
- 1998.07 ~ 2000.07 제3대 전라북도 김제시의회 전반기 자치행정위원회 위원
- 1998.07 ~ 2000.07 제3대 전라북도 김제시의회 전반기 예산결산특별위원회 위원
- 2000.07 ~ 2002.06 제3대 전라북도 김제시의회 후반기 운영위원회 위원장
- 2000.07 ~ 2002.06 제3대 전라북도 김제시의회 후반기 예산결산특별위원회 위원
- 김제시 도시계획 심의위원
- 김제시 제2건국추진위원
- 검산초등학교 운영위원장
- 검산동 주민자치위원회 부위원장
- 김제시 학교운영위원장 협의회장
- 김제시 농정심의위원
- 김제시 지평선축제 제전위원
- 김제교육청 교육행정자문위원회 위원
- 김제교육청 급식조정위원회 위원
- 김제교육청 학교환경위생정화위원회 위원
- 김제시 청소년사랑 선도위원
- (사)김제시 장애인 총연합회 자문위원
- 김제시 라이온스클럽 제1부회장
- 김제시 실업대책운동본부 이사
- 열린우리당 전북도당 지방자치특별위원회 부위원장
- 열린우리당 전북도당 김제시 당원협의회 조직위원장
- 전주대학교 김제시 동문 회장
- 검산동 부영2차 주민자치회장
- 검산동 부영2차아파트 임차인 대표 회장
- 검산동 주공1차아파트 명예관리소장
- 검산동 자율방범대 자문위원회 위원장
- 김제시 새마을회 이사
- 전라북도 명예감찰관
- 신조축구단 고문
- 민주당 전라북도 부대변인
- 민주당 전북도당 김제시 농어민특별위원회 위원장
- 2010.07 ~ 2014.06 제6대 전라북도 김제시의회 의원
- 2010.07 ~ 2012.07 제6대 전라북도 김제시의회 전반기 경제개발위원회 위원
- 2012.07 ~ 2014.06 제6대 전라북도 김제시의회 후반기 행정지원위원회 위원
- 2012.07 ~ 2014.06 제6대 전라북도 김제시의회 후반기 경제개발위원회 위원
- 2012.07 ~ 2014.06 제6대 전라북도 김제시의회 후반기 예산결산특별위원회 위원
- 더불어민주당 전북도당 김제시 지역정책발전특별위원회 위원장

## 수상
- 제15대 대통령 새정치국민회의 자유민주연합 야권단일후보 김대중 대통령 당선자 감사장 수상

## 역대 선거 결과
|  | 24.70% |

|  | 33.88% |

|  | 32.46% |

|  | 13.00% |

|  | 12.06% |

|  | 7.21% |

|  | 7.59% |